# مزيج الطاقة

مزيج الطاقة العالمي من 1965 إلى 2020

يشير مصطلح مزيج الطاقة (بالإنجليزية: Energy mix) إلى عدد من مصادر الطاقة الأولية المختلفة التي تنتج منها طاقة ثانوية مُعدّة للاستخدام المباشر مثل الكهرباء. كما يدل المصطلح إلى جميع الاستخدامات المباشرة للطاقة، مثل النقل والإسكان، وينبغي عدم الخلط بينه وبين مزيج توليد الطاقة، الذي يشير فقط إلى توليد الكهرباء.

## مزيج الطاقة العالمي
في عام 2007، كان الاستهلاك عالمي للطاقة 12.5 مليون طن (12,300,000 طن انكليزي؛ 13,800,000 طن أمريكي) طن نفط مكافئ، أو 145,375 جيجاوات في الساعة (523,350 تـجول). ووفقًا لوكالة الطاقة الدولية، فقد استخدم الاتحاد الأوروبي %13.6 من الطاقة الأولية العالمية. ومصدر الطاقة من داخل الاتحاد الأوروبي، يأتي 75.9% من الوقود الأحفوري و14.1% من الطاقة النووية و7% من الوقود الحيوي و2.9% من مصادر الطاقة المتجددة.
ويعتمد الاستهلاك الكلي للطاقة الأولية في الولايات المتحدة في عام 2015 على البترول بشكل كبير (( 35 كدريليون وحدة حرارية بريطانية (3.7×1016 كـجول)، والغاز الطبيعي (29 كدريليون وحدة حرارية بريطانية (3.1×1016 كـجول) والفحم (16 كدريليون وحدة حرارية بريطانية (1.7×1016 كـجول). وأسهمت مصادر الطاقة المتجددة (9 كدريليون وحدة حرارية بريطانية (9.5×1015 كـجول) والطاقة النووية (8 كدريليون وحدة حرارية بريطانية (8.4×1015 كـجول). وفي نفس العام، جرى توليد حوالي 4 ملايين جيجاوات ساعة من الكهرباء في الولايات المتحدة، 67% منها من الوقود الأحفوري (الفحم، الغاز الطبيعي، و<1٪ البترول)، و20% من الطاقة النووية، و6% من الطاقة الكهرومائية و7% من مصادر الطاقة المتجددة الأخرى.
في عام 2018، كان مصدر الطاقة الأولية العالمي حوالي 80% من الوقود الأحفوري: (33.6% نفط، 27.2% فحم، 23.9% غاز طبيعي)، 6.8% طاقة مائية، 4.4% نووية، و4% مصادر متجددة أخرى مثل الرياح والطاقة الحرارية والطاقة الحيوية والطاقة الشمسية والنفايات. وارتفع استهلاك الطاقة في جميع أنحاء العالم بنسبة 2.9%، وهي أكبر زيادة منذ عام 2010. كما استخدمت أوروبا نفطًا أقل من النسبة العالمية، واعتمدت على المزيد من الموارد النووية والمتجددة، فقد استخدمت فرنسا كميات أقل من الغاز والمزيد من الطاقة النووية. وسجلت أمريكا الشمالية أعلى معدل استهلاك لكل مقيم، تبعتها روسيا في المرتبة الثانية، ثم أوروبا والشرق الأوسط. وفي حين استخدمت أمريكا الشمالية 240 جيجا جول للفرد، استخدمت إفريقيا 15 جيجا جول فقط للفرد. 

## الاستدامة
مع الزيادة في استهلاك الطاقة، تحول الاهتمام إلى ممارسات أكثر استدامة بيئيًا. فعام 2018 شهد أكبر زيادة في استهلاك الطاقة على مستوى العالم منذ عام 2010، حيث جاءت 27.2% من تلك الطاقة من الفحم. وشكل ثاني أكسيد الكربون المنبعث من حرق الفحم لإنتاج الطاقة 44% من انبعاثات الكربون في العالم، ومثل استخدام البترول ما يقرب من ثلث انبعاثات الكربون في العالم. وكل هذه العوامل تسهم في زيادة درجة الحرارة العالمية.
بدأت العديد من البلدان مثل باكستان وماليزيا في تطوير خيارات في التعامل مع طاقة أكثر استدامة. بعض هذه الخيارات تشمل طاقة الرياح للمشاريع الصغيرة والمتوسطة الحجم؛ والطاقة الشمسية؛ والكتلة الحيوية، وهي الطاقة المنتجة من منتجات النفايات مثل قشور الأرز، وفضلات الحيوانات، وبقايا المحاصيل.
وضعت الوكالة الدولية للطاقة خطة تسمى سيناريو التنمية المستدامة (SDS)، والتي من شأنها أن تؤدي إلى انخفاض بمقدار 800 مليون طن في استهلاك الطاقة العالمي من خلال الاستفادة من التغييرات في قطاعي الطاقة السكنية والنقل. وبعد هذا السيناريو، سينخفض استخدام الوقود الأحفوري بشكل كبير، لكنه سيتطلب زيادة كبيرة في استخدام الموارد المتجددة، لا سيما في قارة آسيا.